# الصابونية (جرابلس)
الصابونية قرية سوريّة تتبع إداريّاً لمحافظة حلب منطقة جرابلس ناحية غندورة، بلغ تعداد سكانها 666 نسمة حسب التعداد السكاني لعام 2004.